# Akademia Cesarska w Pekinie

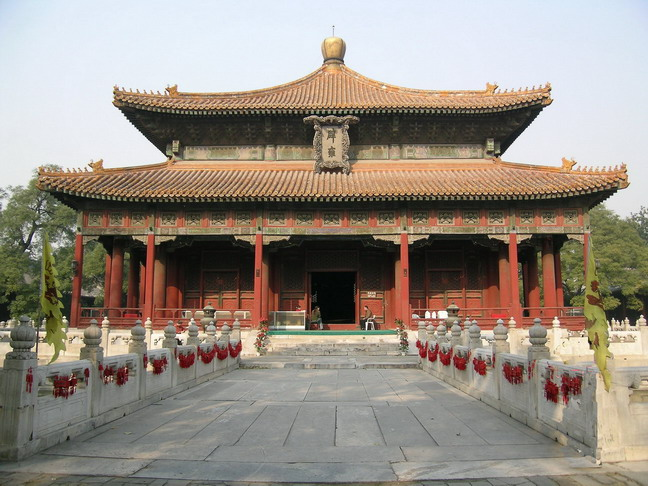
Pawilon Biyong

Akademia Cesarska w Pekinie (chin. upr. 北京国子监, chin. trad. 北京國子監, pinyin Běijīng Guózǐjiàn) – dawna akademia cesarska w dzielnicy Dongcheng w Pekinie. Znajduje się tuż obok Świątyni Konfucjusza, z którą jest połączona bramą.
Akademia została wzniesiona w 1306 roku, za panowania cesarza Chengzonga z dynastii Yuan. Pełniła swoją rolę aż do upadku monarchii w 1911 roku, kilkukrotnie ją przebudowywano. Obecnie jest jedyną zachowaną akademią z czasów cesarstwa.
Cały kompleks obejmuje powierzchnię 37 000 m². Centralną oś dzieli go na dwie symetryczne części. Ma dwie bramy, Jixian i Taixue. Brama Taixue, zbudowana w 1783 roku, ma trzy przejścia i pokryta jest u góry żółtą dachówką. Za nią znajduje się główny budynek kompleksu, pawilon Biyong. Otoczony jest okrągłą sadzawką, przez którą prowadzą cztery mostki. Kwadratowy budynek ma wymiary 17,7×17,7 m. Wewnątrz tego pawilonu cesarze udzielali wykładów. Na terenie akademii znajduje się również 189 kamiennych stel, na których z polecenia cesarza Qianlonga wyryto tekst 13 klasycznych dzieł literackich.
Po utworzeniu Chińskiej Republiki Ludowej w 1949 roku w budynkach dawnej akademii umieszczono bibliotekę.